# Жича
Жи́ча (серб. Жича) — православный монастырь в Сербии, расположен в окрестностях исторической области Рашка. Находится в юрисдикции Сербской православной церкви, центр Жичской епархии. Зачастую называется Царской лаврой.

## История
Основан в начале XIII века Стефаном Первовенчанным при участии своего брата святителя Саввы Сербского, который в 1219 году, возвращаясь после епископской хиротонии из Константинополя, привёз византийских мастеров для росписи собора Вознесения Господня (кафоликон монастыря).
В 1221 году Савва после поместного церковного собора, проходившего в монастыре, короновал Стефана как первого сербского короля (от этого он получил своё прозвание Первовенчанный). Вознесенский собор монастыря («Спасов дом») стал местом коронаций сербских правителей (всего было совершено 19 коронаций, последняя в начале XX века — Пётр I Карагеоргиевич) и интронизаций сербских первосвятителей. В украшении монастыря в последующие годы приняли участие святитель Савва III и король Милутин. Монастырь Жича владел огромными имениями.
Во время турецкого владычества монашеская жизнь в Жиче практически полностью остановилась, все святыни монастыря были разграблены. Восстановление обители началась с 1855 года трудами епископа Ужичско-Крушевацкого Иоанникия (Нешковича).

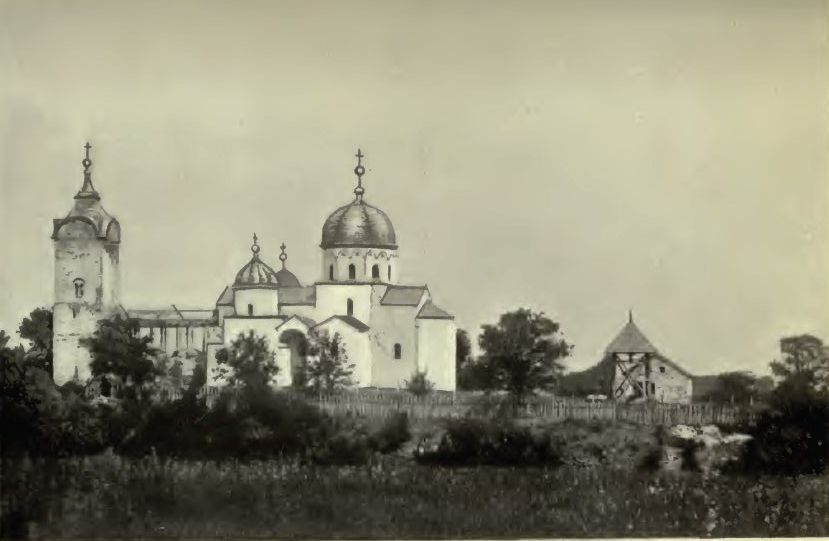
Монастырь в 1889 году

В XX веке при короле Александре Карагеоргиевиче была проведена масштабная реставрация монастыря, в числе его насельников оказались многие русские эмигранты, работали русские иконописцы Иван Мельников и Николай Майендорф.
Монастырь сильно пострадал от бомбардировок в годы Второй мировой войны: была разрушена до основания часть северной стены собора, сожжены кельи и типография, уничтожены средневековые фрески. После войны монастырь был открыт как женский, начались реставрационные и восстановительные работы, выполнена консервация сохранившихся фресок. В 1987 году от землетрясения пострадал Вознесенский собор, но был быстро восстановлен в виде, приближенном к первоначальному. Также монастырь пострадал в ходе бомбардировок НАТО в апреле 1999 года.
В настоящее время монастырь Жича один из самых крупных в Сербии, в нём 45 насельниц.